# Sheridan (Wisconsin)
Sheridan – miasto w Stanach Zjednoczonych, w stanie Wisconsin, w hrabstwie Dunn.